# Moldauischer Eishockeyverband
Der Moldauische Eishockeyverband ist der nationale Eishockeyverband der Republik Moldau. 

## Geschichte
Der Verband wurde am 20. Mai 2008 in die Internationale Eishockey-Föderation aufgenommen. Der Verband gehört zu den assoziierten Mitgliedern der IIHF und hat daher in deren Vollversammlung kein Stimmrecht. Aktueller Präsident ist Iurii Topala. 
Der Verband kümmert sich bisher überwiegend um die Organisation von Junioreneishockey im Land. 